# Немска фототека
Немската фототека (на немски: Die Deutsche Fotothek) със своите повече от 3 млн. изображения е универсален архив на културната и художествена история в Саксонската федеративна, държавна и университетска библиотека в Дрезден, Германия.
Фототеката акцентира върху историята на изкуството, архитектурата и музиката, регионалната култура на Саксония, географията, както и техническата и стопанска история. Освен лични фотографии голяма част от архива произтича от колекции на институции, предприятия, както и от дарения на фотографи като Херман Кроне, Кристиан Борхерт, Фриц Ешен, Валтер Хан, Ерих Хьоне, Ерих Пол, Рихард Петер, Абрахам Пизарек или Роджър Рьосинг.

## Дарение за Общомедия
През 2009 г. фототеката обявява, че дарява приблизително 250 000 файла с изображения на Общомедия под лиценз Криейтив Комънс BY-SA 3.0.